# La Coucourde
La Coucourde este o comună în departamentul Drôme din sud-estul Franței. În 2009 avea o populație de 963 de locuitori.

## Evoluția populației
| An        | 1975 | 1982 | 1990 | 1999 | 2006 | 2009 |
| --------- | ---- | ---- | ---- | ---- | ---- | ---- |
| Populație | 470  | 563  | 687  | 749  | 897  | 963  |